# Carabus hortensis
Carabus hortensis је инсект из реда тврдокрилаца (Coleoptera) и породице трчуљака (Carabidae).

## Опис
Црн инсект са два паралелна низа удубљења на покрилцима. У удубљењима су тачке крем боје.

## Распрострањење
Живи у целој Европи, али је ређи на крајњем југозападу континента. Чест је на Блиском истоку. У Србији је чешћи на југу земље.